# Антонівська селищна рада
Анто́нівська се́лищна ра́да — орган місцевого самоврядування у складі Дніпровського району Херсонської міської ради Херсонської області. Адміністративний центр — селище міського типу Антонівка.

## Загальні відомості
- Антонівська селищна рада утворена в 1963 році.
- Територія ради: 15,817 км²
- Населення ради: 14 039 осіб (станом на 2001 рік)
- Територією ради протікає річка Дніпро.

## Населені пункти
Селищній раді підпорядковані населені пункти:
- смт Антонівка
- с-ще Молодіжне

## Склад ради
Загальний склад селищної ради: 30 депутатів.

### Керівний склад попередніх скликань
| ПІБ                       | Основні відомості                                   | Дата обрання | Дата звільнення |
| ------------------------- | --------------------------------------------------- | ------------ | --------------- |
| Дереза Світлана Дмитрівна | Селищний голова, 1954 року народження, позапартійна | 26.03.2006   | 01.02.2008      |
| Семенчев Ігор Ігорович    | Селищний голова, 1982 року народження, безпартійний | 01.06.2008   | 31.10.2010      |

Примітка: таблиця складена за даними джерела

### Депутати
За результатами місцевих виборів 2010 року депутатами ради стали:

#### За суб'єктами висування
| Суб'єкт висування | Кількість обраних депутатів | %    |
| ----------------- | --------------------------- | ---- |
| Самовисування     | 29                          | 96,7 |
| Українська партія | 1                           | 3,3  |

#### За округами
| № округу          | Прізвище, ім'я, по батькові         | Дата визнання обраним | Освіта                    | Партійна приналежність                        | Відомості про обраного депутата                                          |
| ----------------- | ----------------------------------- | --------------------- | ------------------------- | --------------------------------------------- | ------------------------------------------------------------------------ |
| Українська партія |                                     |                       |                           |                                               |                                                                          |
| 24                | Голобородько Володимир Анатолійович | 05.11.2010            | Освіта вища               | позапартійний                                 | пенсіонер                                                                |
| Самовисування     |                                     |                       |                           |                                               |                                                                          |
| 1                 | Дукіна Любов Іванівна               | 05.11.2010            | Освіта середня спеціальна | член політичної партії «Вітчизна»             | Херсонський державний університет, лаборант                              |
| 2                 | Бондаренко Роман Романович          | 05.11.2010            | Освіта вища               | позапартійний                                 | ПП Бондаренко                                                            |
| 3                 | Бєлоусов Сергій Олександрович       | 05.11.2010            | Освіта вища               | член Партії регіонів                          | ПП Бєлоусов С. О.                                                        |
| 4                 | Гайдученко Тіна Іванівна            | 05.11.2010            | Освіта середня спеціальна | член Партії регіонів                          | Антонівський ясла-садок № 26, завідувач                                  |
| 5                 | Жирова Валентина Василівна          | 05.11.2010            | Освіта середня спеціальна | член політичної партії «Вітчизна»             | ПП Жирова                                                                |
| 6                 | Солоненко Олена Іванівна            | 05.11.2010            | Освіта вища               | позапартійна                                  | Херсонська спеціальна школа № 12, директор                               |
| 7                 | Зінченко Тетяна Валеріївна          | 05.11.2010            | Освіта вища               | член політичної партії «Вітчизна»             |                                                                          |
| 8                 | Федянін Юрій Ігорович               | 05.11.2010            | Освіта середня            | член політичної партії «Вітчизна»             | СТО «Федянін», директор                                                  |
| 9                 | Цалко Тетяна Анатоліївна            | 05.11.2010            | Освіта вища               | член політичної партії «Вітчизна»             | Антонівський ясла-садок № 4, завідувач                                   |
| 10                | Радіонова Ганна Миколаївна          | 05.11.2010            | Освіта середня            | член політичної партії «Вітчизна»             | Антонівський ясла-садок № 26, завідувачка господарства                   |
| 11                | Шаповалова Тетяна Михайлівна        | 05.11.2010            | Освіта вища               | член політичної партії «Вітчизна»             | загальноосвітня школа № 37, вчитель                                      |
| 12                | Хомеренчук Людмила Олександрівна    | 05.11.2010            | Освіта вища               | член Партії регіонів                          | ЗАТ «Херсонське ремонтно будівельне управління», інженер з охорони праці |
| 13                | Савченко Ігор Петрович              | 05.11.2010            | Освіта вища               | член Партії регіонів                          | ТОВ «Агросоюз», менеджер                                                 |
| 14                | Нудель Олександр Михайлович         | 05.11.2010            | Освіта середня спеціальна | член Партії регіонів                          | ТОВ «Лідер Про», директор                                                |
| 15                | Булкіна Марія Петрівна              | 05.11.2010            | Освіта вища               | член Партії регіонів                          | пенсіонер                                                                |
| 16                | Ромасевич Любов Дмитріївна          | 05.11.2010            | Освіта вища               | член Партії регіонів                          | ВАТ «Херсонгаз», начальник ОК                                            |
| 17                | Назарчук Олена Вікторівна           | 05.11.2010            | Освіта вища               | член політичної партії «Вітчизна»             | тимчасово не працює                                                      |
| 18                | Пойда Ігор Григорович               | 05.11.2010            | Освіта вища               | позапартійний                                 | Херсонський державний університет, начальник юридичного відділу          |
| 19                | Лебеденко Ганна Сергіївна           | 05.11.2010            | Освіта середня            | позапартійна                                  | тимчасово не працює                                                      |
| 20                | Кунець Юрій Михайлович              | 05.11.2010            | Освіта вища               | член Всеукраїнського об'єднання «Батьківщина» | ТОВ «Технік-енерджи», регіональний представник                           |
| 21                | Ковтун Тетяна Петрівна              | 05.11.2010            | Освіта вища               | позапартійна                                  | Лікарня Дніпровського району, сімейний лікар                             |
| 22                | Мірошник Дмитро Олександрович       | 05.11.2010            | Освіта вища               | позапартійний                                 | КП «Антонівське комунальне господарство», директор                       |
| 23                | Ковтун Володимир Миколайович        | 05.11.2010            | Освіта вища               | член Партії регіонів                          | Херсонський річковий торговельний порт, матрос-моторист                  |
| 25                | Зайка Алла Леонідівна               | 05.11.2010            | Освіта вища               | позапартійна                                  | ПП Зайка                                                                 |
| 26                | Єременко Віктор Іванович            | 05.11.2010            | Освіта середня            | член Всеукраїнського об'єднання «Батьківщина» | ТОВ «Чорномор 2», приватний підприємець                                  |
| 27                | Горєлов Володимир Володимирович     | 05.11.2010            | Освіта вища               | позапартійний                                 | тимчасово не працює                                                      |
| 28                | Чалий Віктор Іванович               | 05.11.2010            | Освіта вища               | позапартійний                                 | ДП «Херсонське лісове господарство», головний механік                    |
| 29                | Величко Оксана Василівна            | 05.11.2010            | Освіта середня спеціальна | позапартійна                                  | фельдшерсько-акушерський пункт с. Молодіжне, медична сестра              |
| 30                | Домбровський Максим Володимирович   | 05.11.2010            | Освіта вища               | позапартійний                                 | ВСП КП «Антонівське комунальне господарство», головний спеціаліст        |